# Baltic Pipe

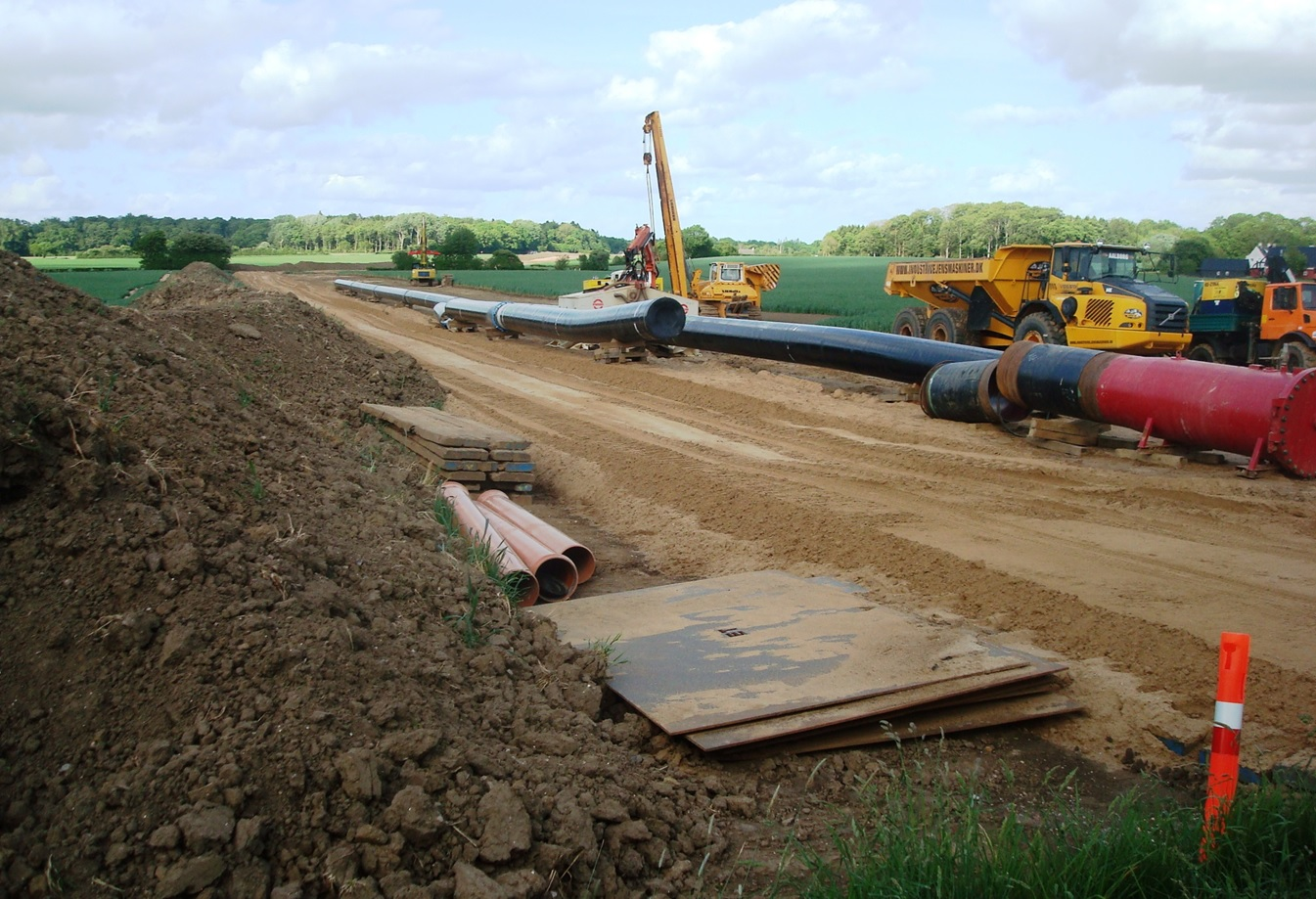

Il Baltic Pipe è un gasdotto, realizzato per trasportare il gas proveniente dalla Norvegia in Polonia occidentale, attraverso la Danimarca e il Mare del Nord. Il progetto è stato sviluppato dalla danese Energinet insieme alla polacca Gaz-System e è stato riconosciuto d'interesse strategico dell'Unione europea.

## Biografia
Il Baltic Pipe preleva il gas direttamente dall'Europipe II, dal quale può trasportare circa 10 miliardi di metri cubi di gas naturale norvegese all'anno. Se necessario, il gas può essere pompato anche al contrario, dalla Polonia verso la Danimarca. L'infrastruttura ha assunto un interesse rilevante, da quando la Russia ha interrotto le sue forniture di gas alla Polonia nell'aprile 2022, due mesi dopo l'inizio dell'invasione dell'Ucraina. Il gasdotto è stato ufficialmente inaugurato il 27 settembre 2022 congiuntamente dalla Polonia, Norvegia e Danimarca, lo stesso giorno del sabotaggio dei due gasdotti Nord Stream.